# Mozarteum
L’université Mozarteum de Salzbourg (en allemand : Universität Mozarteum Salzburg) est une école supérieure de la musique, du théâtre et des arts visuels basée à Salzbourg en Autriche. Fondée en 1841, il s'agissait à l'origine d'une école de musique qui a obtenu en 1970 le statut d'école supérieure de musique et constitue depuis 1998 une université publique.
La Fondation internationale Mozarteum, créée en 1880 dans le but de conserver le patrimoine de Wolfgang Amadeus Mozart, a reçu le statut d'association indépendante.

## Histoire
Le 22 avril 1841, la « société musicale de la cathédrale et Mozarteum », une école de musique et collection des documents provenant de la succession de Mozart, a été fondée sur l'initiative des bourgeois de Salzbourg. Peu de temps après, Franz Xaver Mozart léguait à l'association de nombreux manuscrits et fragments, ainsi que d'autres objets d'art et sa bibliothèque.
En 1931, a également été érigé l'« Institut central pour la recherche mozartienne », qui publie depuis 1953 les « Nouvelles éditions Mozart ». Le Mozarteum est aussi un lieu de représentation du Festival de Salzbourg.
Depuis l'automne 2004, Ivor Bolton est le chef d'orchestre titulaire de l'orchestre du Mozarteum.
Le nouveau bâtiment principal (Neues Mozarteum), situé au bord du jardin Mirabell, fut inauguré en 2006.

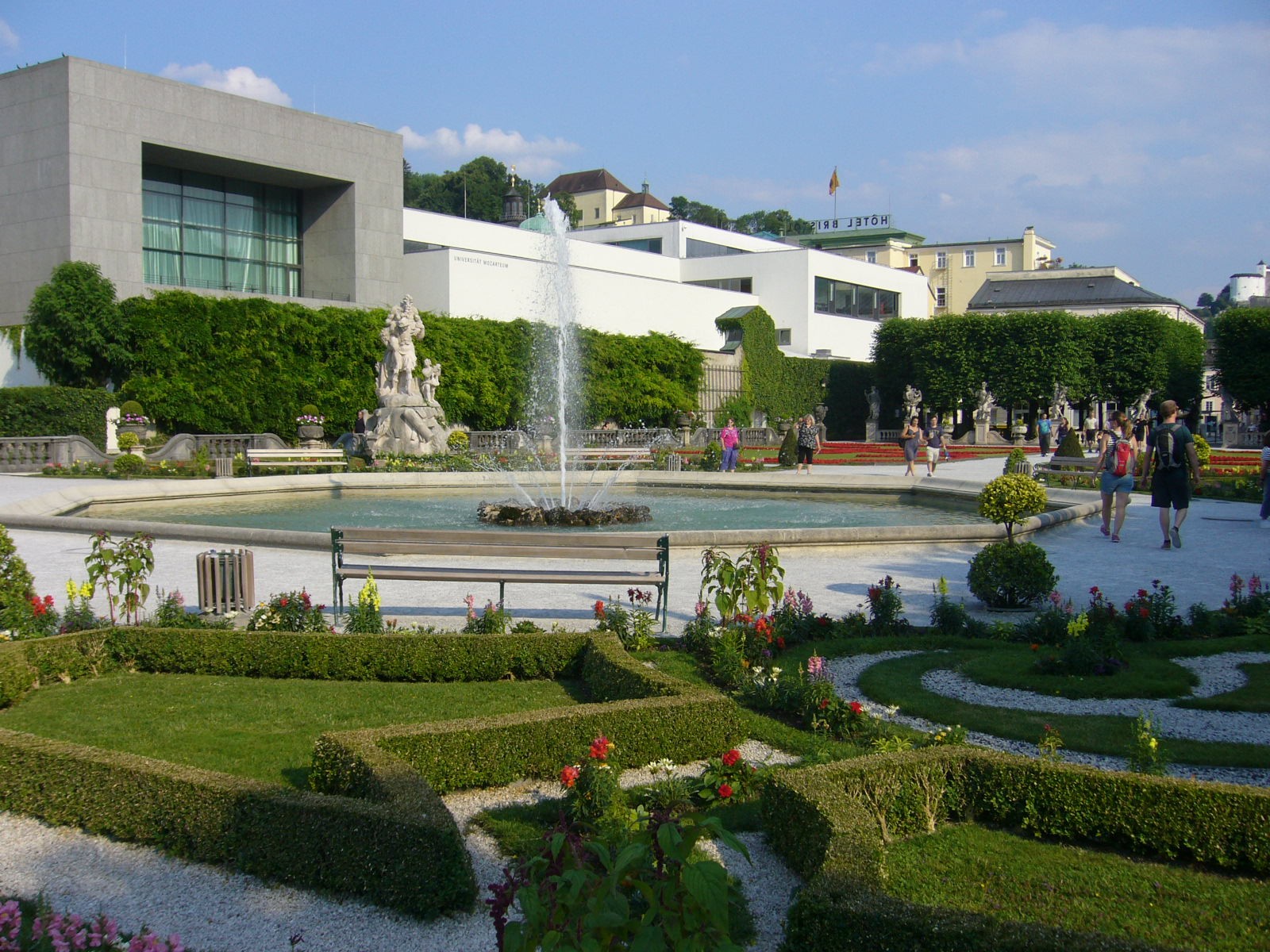
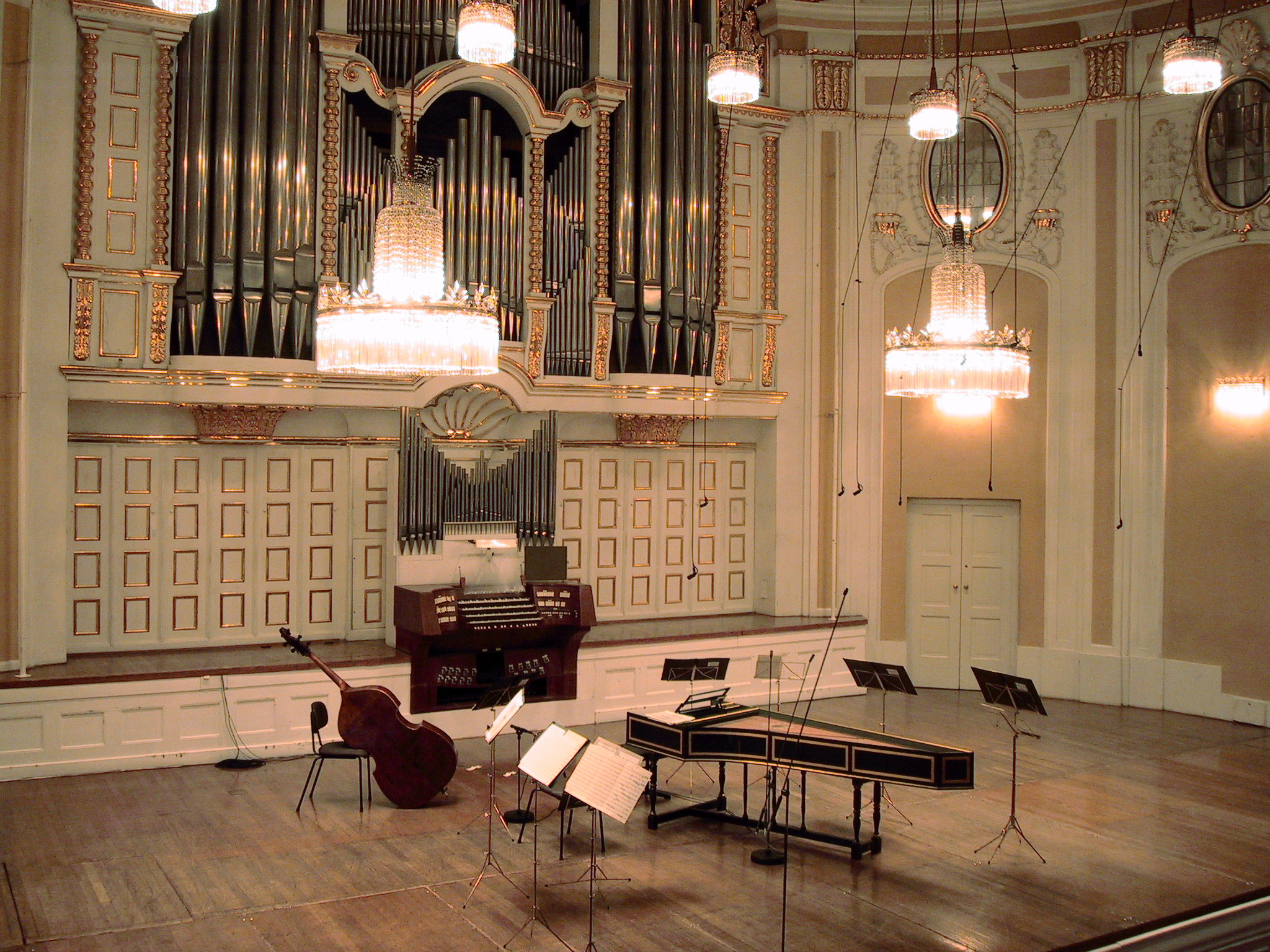
Scène de la grande salle.
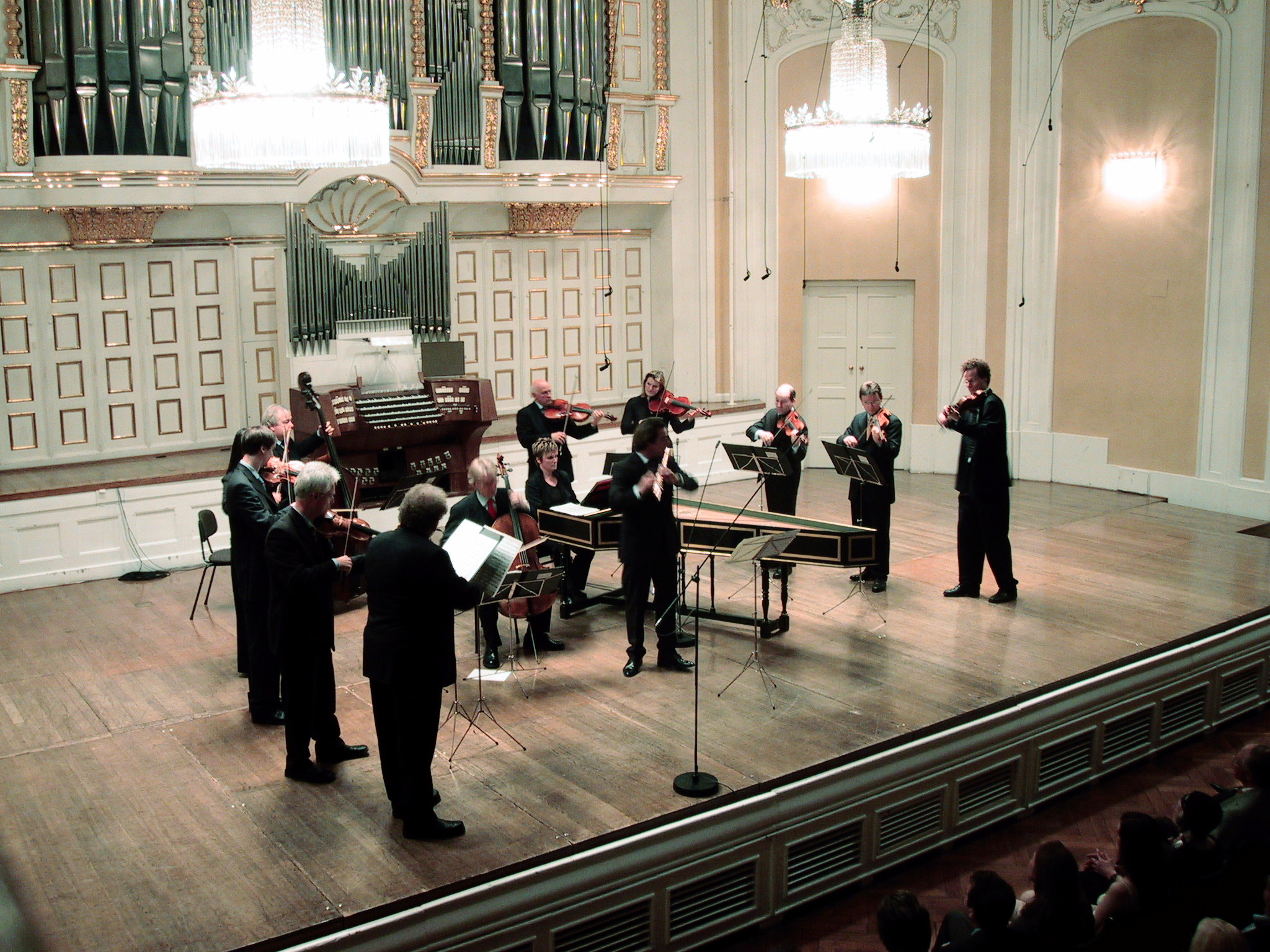
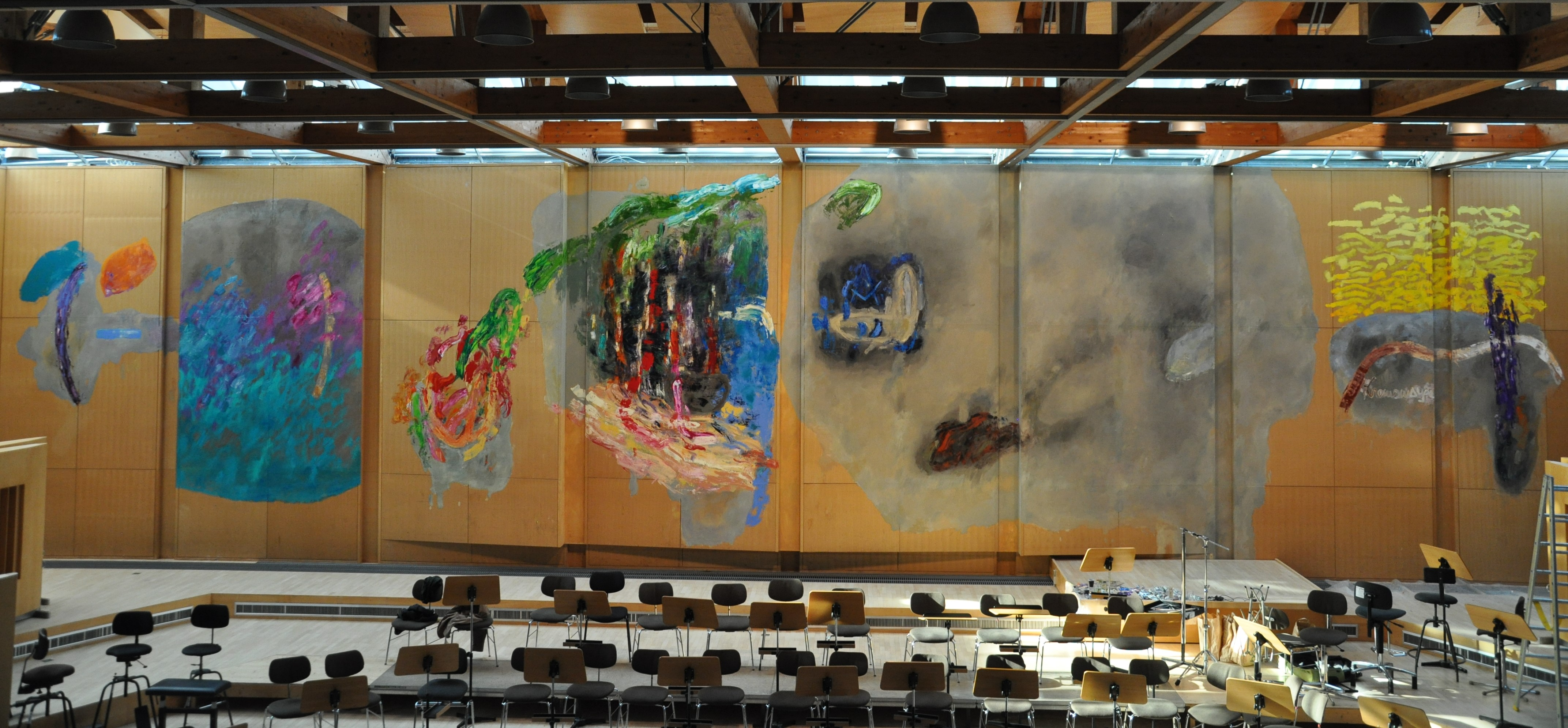
Peinture de Hermann Kremsmayer dans la Orchesterhaus.

## Élèves
- Ina Loitzl